# Новорыбная
Новоры́бная — посёлок (ранее село) в Таймырском Долгано-Ненецком районе Красноярского края России. Упоминается также как посёлок Новорыбное. Входит в сельское поселение Хатанга. Удалённость от Хатанги — 165 км, от Дудинки — 849 км.
Располагается на возвышении у реки Хатанги. Население на 1 января 2019 составляет 571 человек, из них более 140 дети, имеется средне-общеобразовательная школа-интернат, детский сад, магазины, отделение почтовой связи «Почты России», администрация посёлка, дизельная электростанция.
Коренное население — долганы, также проживает семья нганасан, эвенков.
Основная отрасль: добыча мяса северных оленей, рыболовство (путина осенью), оленеводство.
В 2003 году установлен общий таксофон с абонентским номером +7 (39176) 6-12-08.
Туристическая инфраструктура не развита.
Площадь посёлка — около 3 км².
Находится в субарктическом поясе, лесотундровой зоне (частый лес находится ближе к районному центру),
средняя температура зимой −30…-35 °C.
Заложен в 1928 году, точных данных нет ввиду утери архива в 1990-е годы. В 1930-е годы в посёлке находились сосланные немцы, литовцы, татары.
В конце марта — начале апреля (дата определяется жителями) проводится праздник «День Оленевода», посвящённый оленеводам посёлка.

## Население
| 2002 | 2010 | 2012 | 2014 | 2017 | 2020 |
| ---- | ---- | ---- | ---- | ---- | ---- |
| 660  | ↘556 | ↗562 | ↘526 | ↗568 | ↘490 |